# James Browne (lekkoatleta)
James Browne (ur. 15 czerwca 1966) – lekkoatleta, pochodzący z Antigui i Barbudy, specjalizujący się w skokach w dal.
Brał udział w skoku w dal na Letnich Igrzyskach Olimpijskich w 1988 roku, gdzie zajął 17. miejsce w kwalifikacjach i nie awansował do finału.